# Grenzübergang Helmstedt/Marienborn

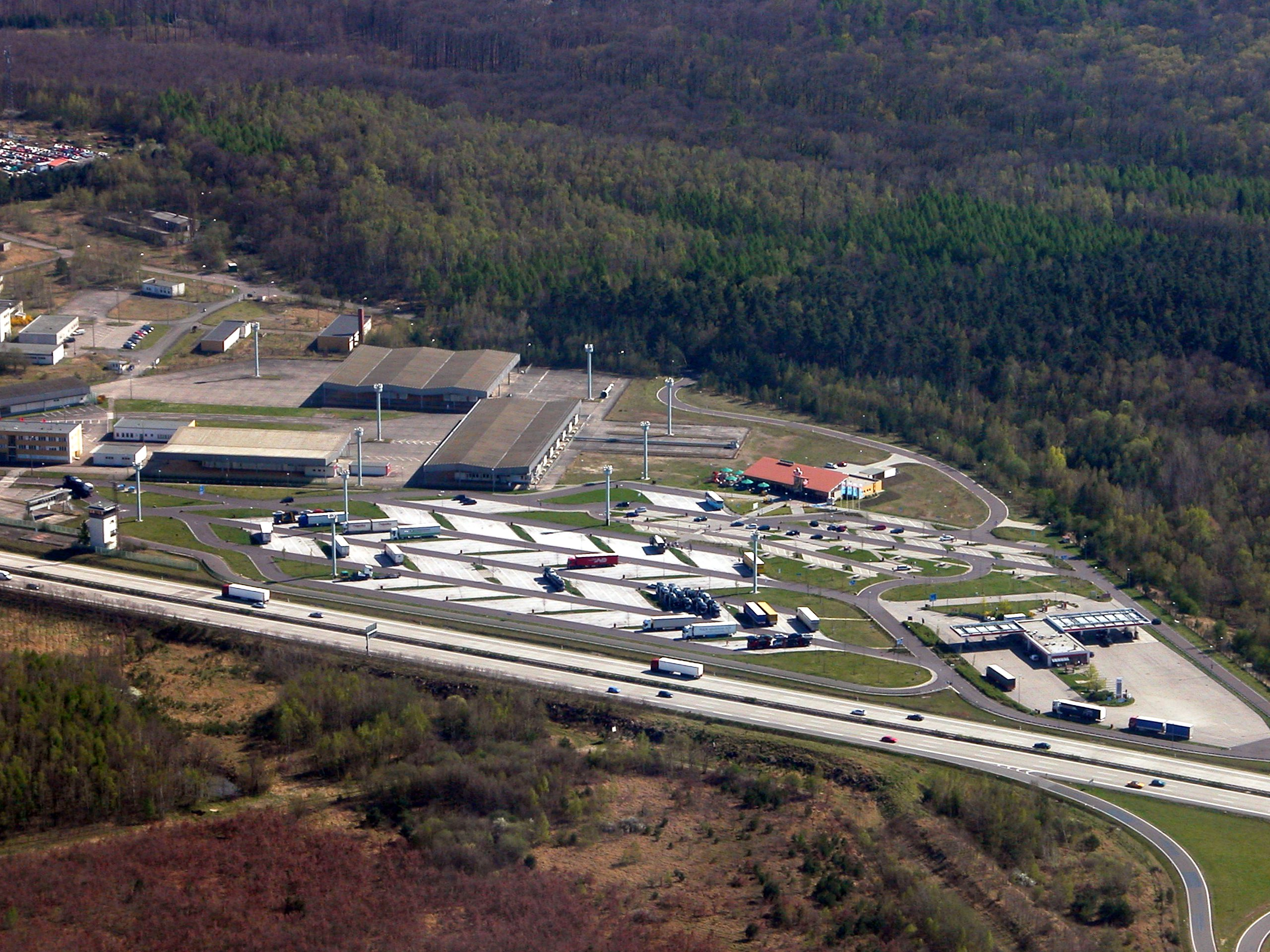
Ehemalige Grenzübergangsstelle/Gedenkstätte, 2007

Der Grenzübergang Helmstedt/Marienborn war der größte und  bedeutendste Grenzübergang an der innerdeutschen Grenze während der deutschen Teilung und bestand aus dem „Kontrollpunkt Helmstedt“ in der westdeutschen Kreisstadt Helmstedt und der „Grenzübergangsstelle Marienborn“ (GÜSt) in der ostdeutschen Gemeinde Marienborn. Wegen der geografischen Nähe zu Berlin wurde die Hauptlast des Transitverkehrs zwischen Westdeutschland und West-Berlin über diesen Grenzübergang abgewickelt. Außerdem diente er dem Reiseverkehr in die DDR, nach Polen und anderen Ostblock-Staaten. Er bestand zwischen 1945 und 1990 und regelte den Grenzverkehr auf der Autobahn 2. Daneben existierten gleichnamige Kontrollstellen für den Eisenbahnverkehr in den Bahnhöfen Helmstedt und Marienborn an der Bahnstrecke Braunschweig–Magdeburg.

## Geschichte

### Erste Kontrollstellen

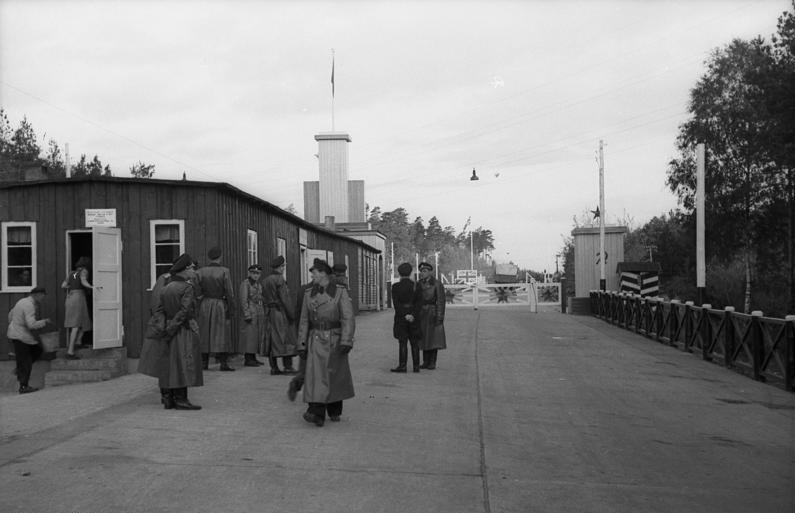
Grenzübergang Helmstedt/Marienborn, 1949
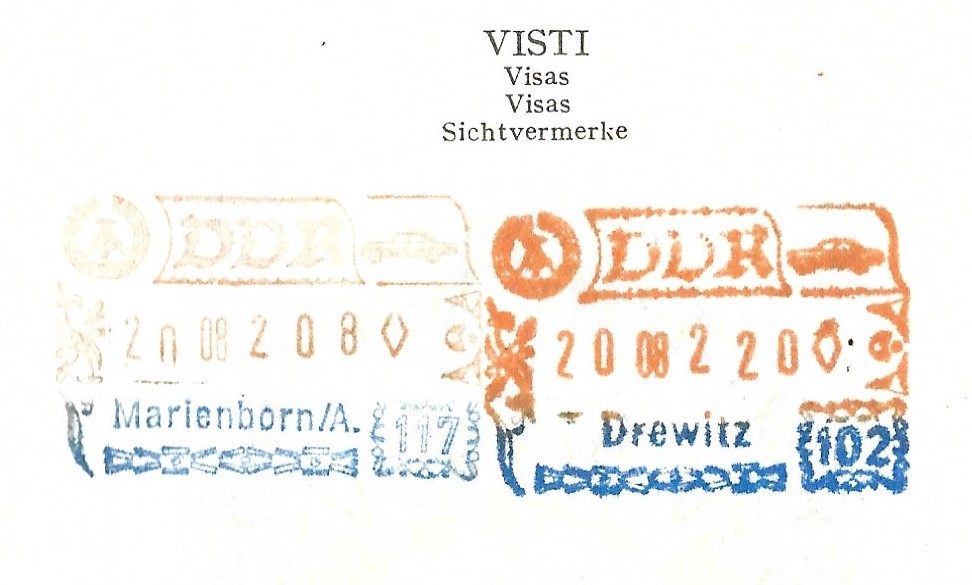
Sichtvermerk des Grenzübergangs Marienborn vom August 1980 (linker Stempel)
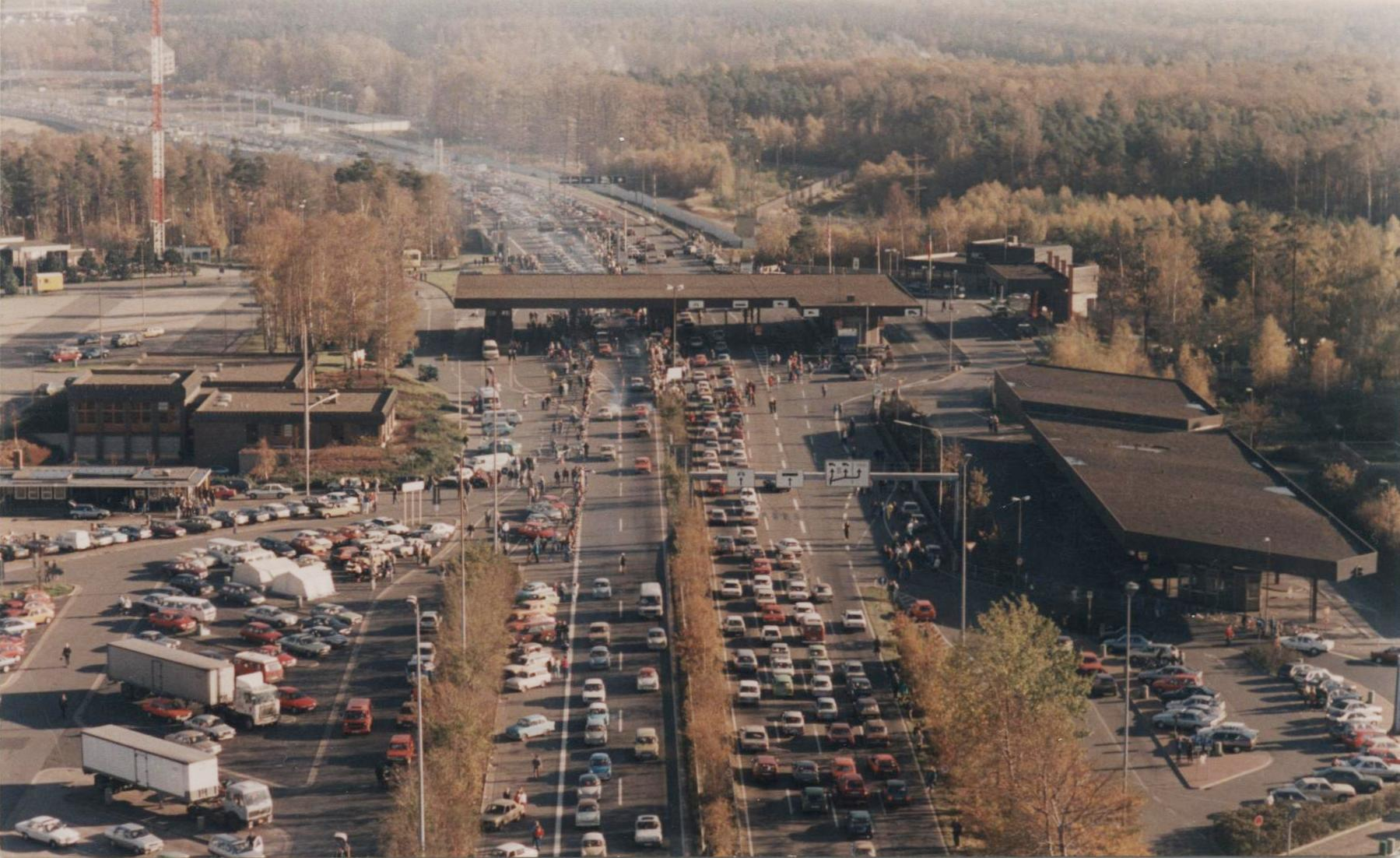
Autobahnkontrollpunkt Helmstedt, November 1989

Der Kontrollpunkt wurde am 1. Juli 1945 von den vier alliierten Siegermächten zwischen der britischen und sowjetischen Besatzungszone errichtet und umfasste den Interzonen-Eisenbahnverkehr sowie den Kraftfahrzeugverkehr auf der damaligen Reichsautobahn Hannover–Berlin. Die Kontrollstellen für den Fahrzeugverkehr lagen unmittelbar an der Zonengrenze und bestanden auf beiden Seiten aus provisorischen Holzgebäuden.
Der wichtigste innerdeutsche Autobahn-Grenzübergang Helmstedt wurde von den Westalliierten im zeitlichen Verlauf als Checkpoint „Alpha“ bezeichnet. Der weiter östlich gelegene Checkpoint Dreilinden als Ende der Transitstrecke nach Berlin wurde mit Checkpoint „Bravo“ bezeichnet. Seine Bedeutung erlangte der Übergang auch dadurch, dass er mit 167 Kilometer die kürzeste Verbindung nach West-Berlin darstellte. Während der Berlin-Blockade zwischen Juni 1948 und Mai 1949 wurde der Grenzübergang sowohl für den Autobahn- als auch für den Eisenbahnverkehr geschlossen.

### Grenzübergangsstelle Marienborn
Ursprünglich ausschließlich von der sowjetischen Besatzungsmacht betrieben, übernahmen nach der Gründung der DDR ab 1950 die Grenztruppen der DDR verstärkt die Grenzabfertigung auf östlicher Seite. Durch zunehmende politische Spannungen während des Kalten Krieges zwischen den Westalliierten und der Sowjetunion wurden die Grenzabfertigungsanlagen in den Folgejahren verstärkt ausgebaut und die Kontrollmaßnahmen verschärft. Trotzdem galt die Grenzabfertigung in der provisorischen Einrichtung als unsicher.
Zwischen 1972 und 1974 errichtete die DDR unweit der alten Kontrollbauten eine 35 Hektar umfassende Grenzübergangsstelle (GÜSt) bei Marienborn, die etwa 1,5 Kilometer hinter der Grenze auf einer Hügelkuppe auf östlichem Gebiet lag. Der Autobahnbereich zwischen der eigentlichen Grenze und der GÜSt wurde durch umfangreiche Grenzanlagen und Betonmauern entlang der Trasse gesichert. Über eine erhöhte Leitstelle konnten der Grenzverkehr beobachtet und ausfahrbare Kfz-Rollsperren im Bedarfsfall aktiviert werden. Zeitweise waren auf dem Areal bis zu 1000 Bedienstete in den Bereichen Passkontrolle, Zoll, Grenztruppen und Ministerium für Staatssicherheit (MfS) tätig. Die zahlreichen Gebäude waren durch ein unterirdisches Tunnelversorgungssystem verbunden. Zugang zu und Wissen über die Tunnel waren einem kleinen Kreis der Beschäftigten vorbehalten. Die DDR-Grenztruppen waren in direkt angrenzenden Kasernenanlagen untergebracht.
Von 1984 bis 1989 wurden rund zehn Millionen Personenkraftfahrzeuge und rund fünf Millionen Lastkraftwagen abgefertigt.

### Sowjetischer Kontrollpunkt „Sierra Alpha“
Die Kontrollen alliierter Fahrzeuge auf östlicher Seite blieb während der gesamten Dauer des Grenzüberganges sowjetischen Grenzsoldaten vorbehalten, die in separaten Kontrollgebäuden (westalliierte Benennung: Checkpoint „Sierra Alpha“) abgewickelt wurden.

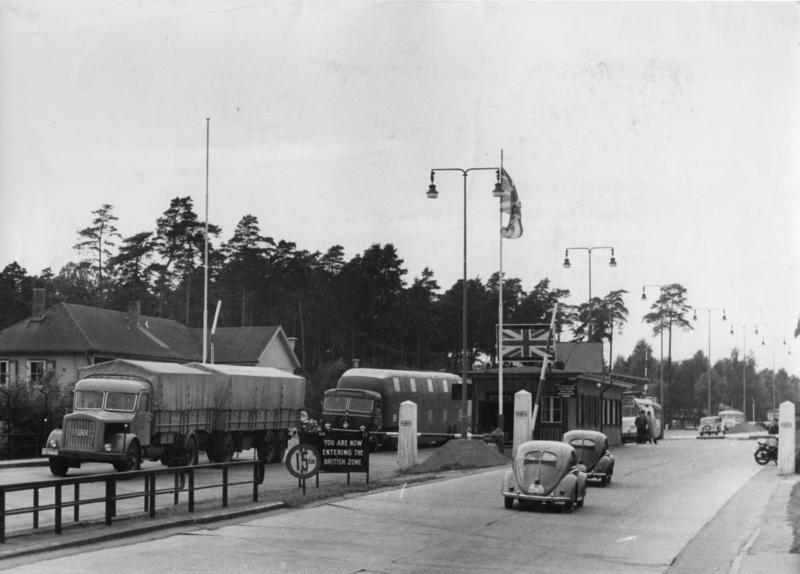
Grenzübergang Marienborn 1954
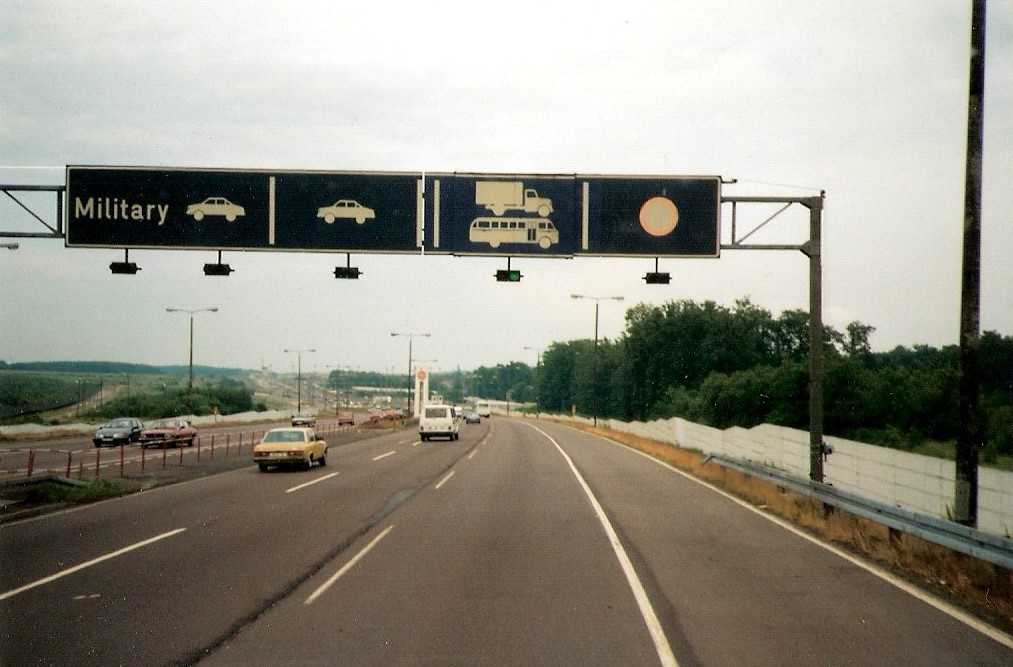
Die ersten Grenz-Schilder von Westen gesehen
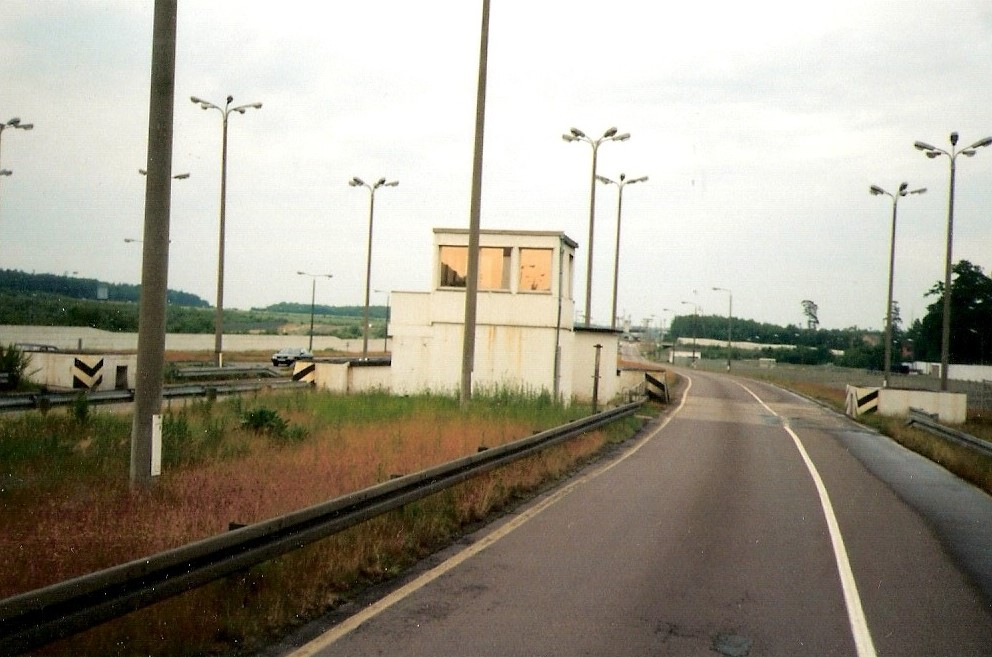
Führungsstelle mit Kfz-Rollsperren (in beiden Richtungen)
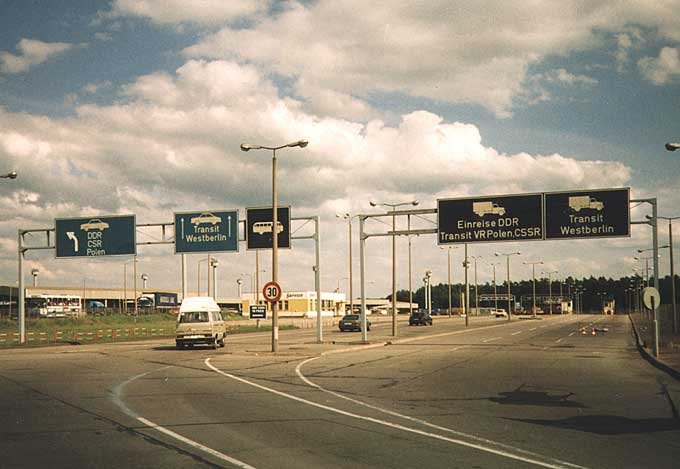
Grenzübergangsstelle Marienborn 1990
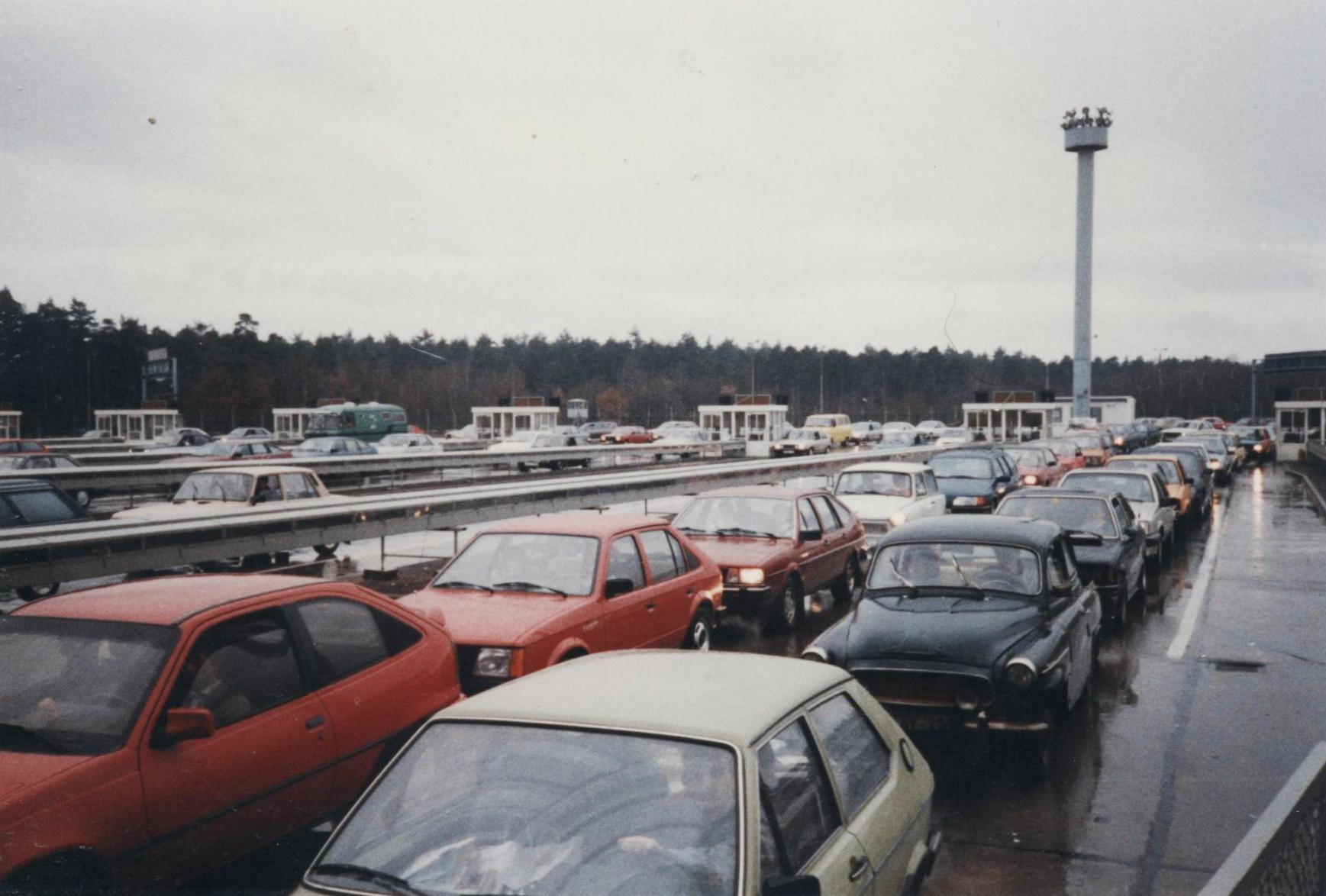
Passkontrollen an der Grenzübergangsstelle
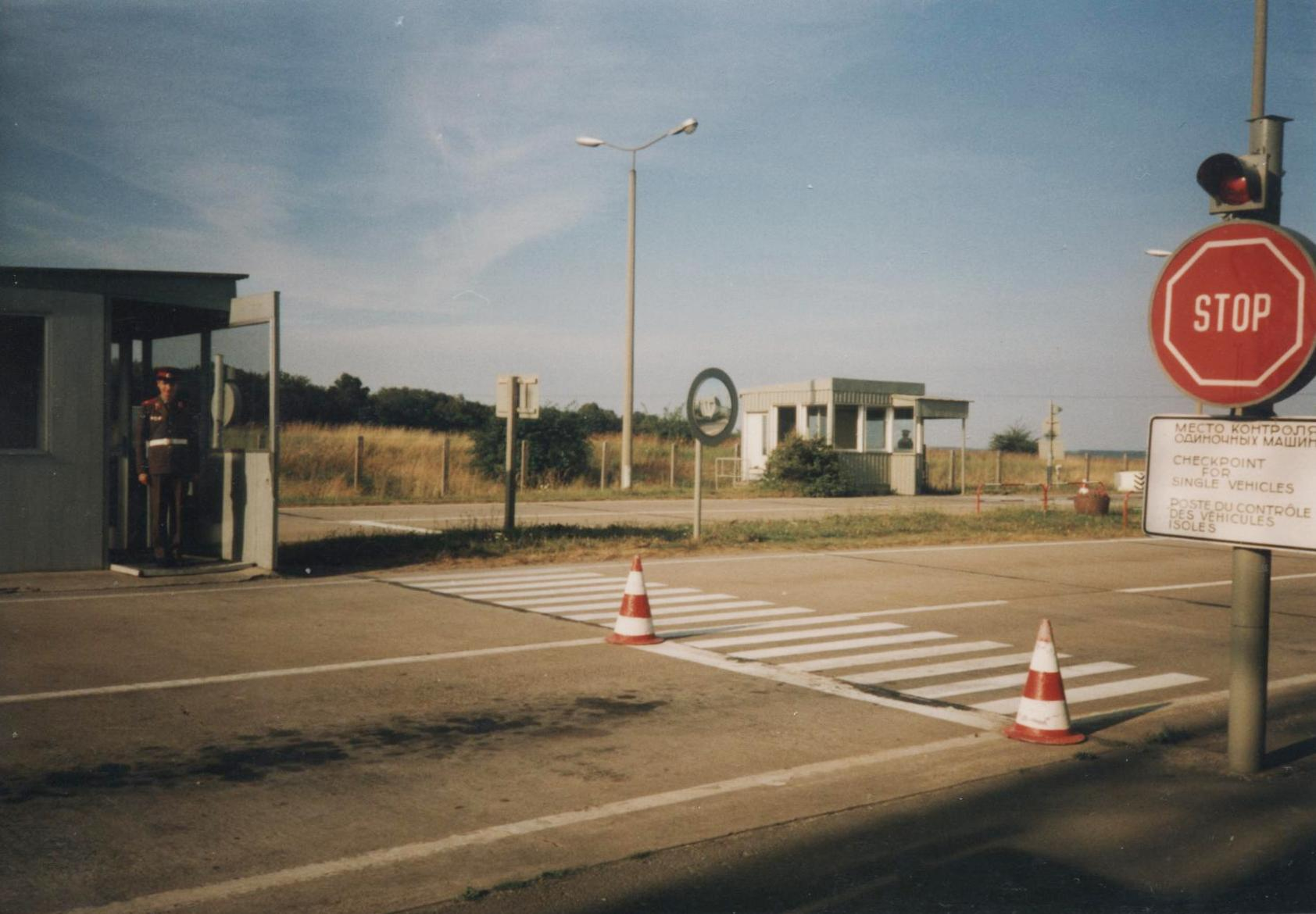
Sowjetischer Kontrollpunkt
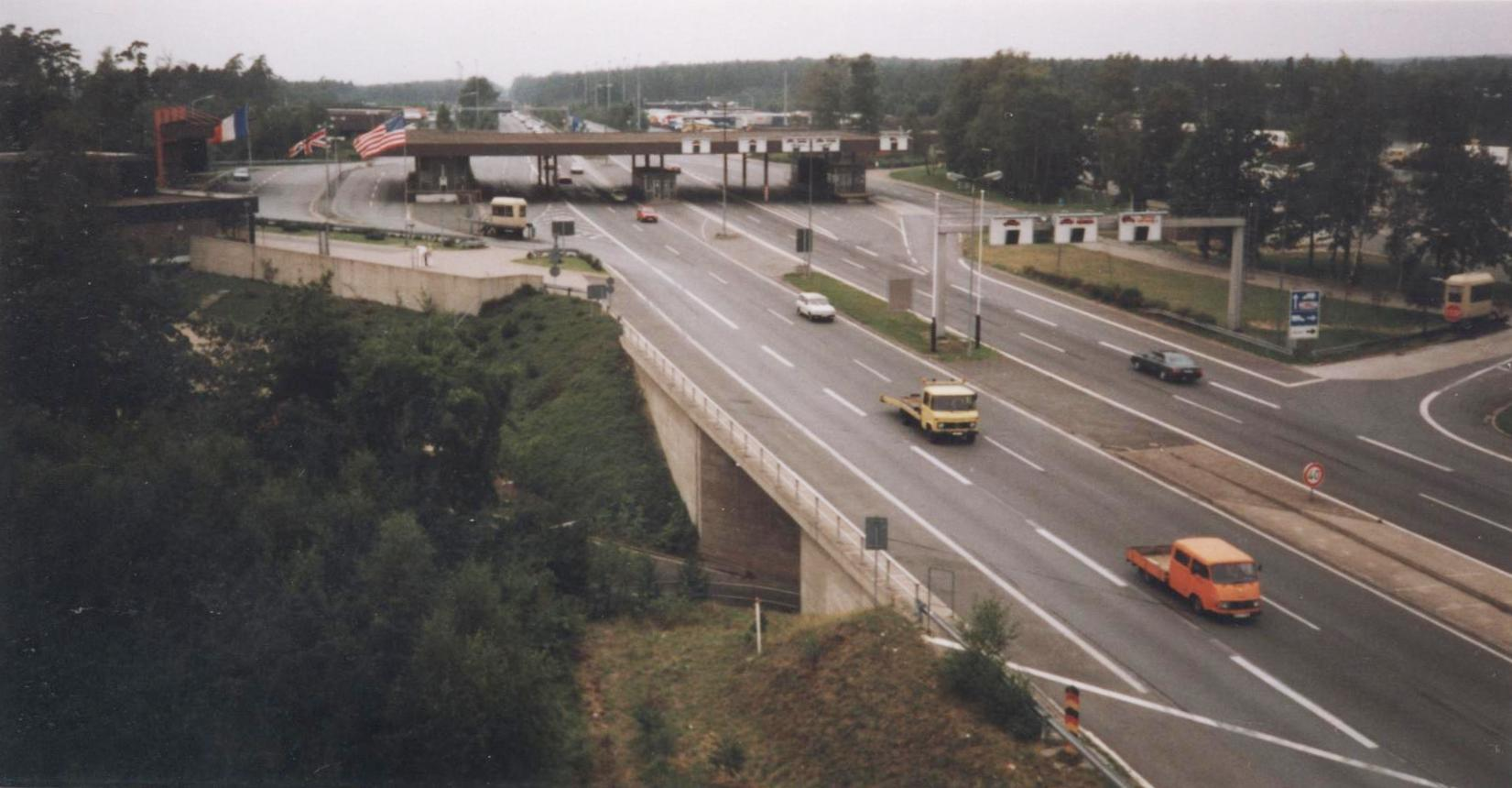
Autobahnkontrollpunkt Helmstedt

### Kontrollpunkt Helmstedt
In den 1950er Jahren wurden nach Gründung der Bundesrepublik Deutschland die Güter- und Personenkontrollen von den bundesdeutschen Zollbehörden und dem neu aufgestellten Bundesgrenzschutz wahrgenommen. Die Autobahn-Abfertigungsanlagen auf der westlichen Seite waren auf Grund ihres politisch gewollten Charakters als „Provisorium“ im Vergleich zu den Anlagen in Marienborn deutlich kleiner dimensioniert. Erst Ende der 1970er Jahre erfolgte auch hier ein moderner Ausbau der Abfertigungsgebäude. Die im Zeitverlauf stetig ansteigenden Verkehrszahlen und die strengen ostdeutschen Kontrollmaßnahmen führten zu erheblichen Wartezeiten und Staubildungen. Auf westdeutscher Seite wurde daraufhin ein verstärkter Ausbau von Parkplätzen und Autobahnraststätten betrieben. Einmalig in der bundesdeutschen Straßenverkehrsgeschichte war bis Ende der 1970er Jahre die Anlage eines Zebrastreifens für Fußgänger auf der Bundesautobahn 2 kurz vor den Grenzabfertigungsanlagen.

### Checkpoint Alpha

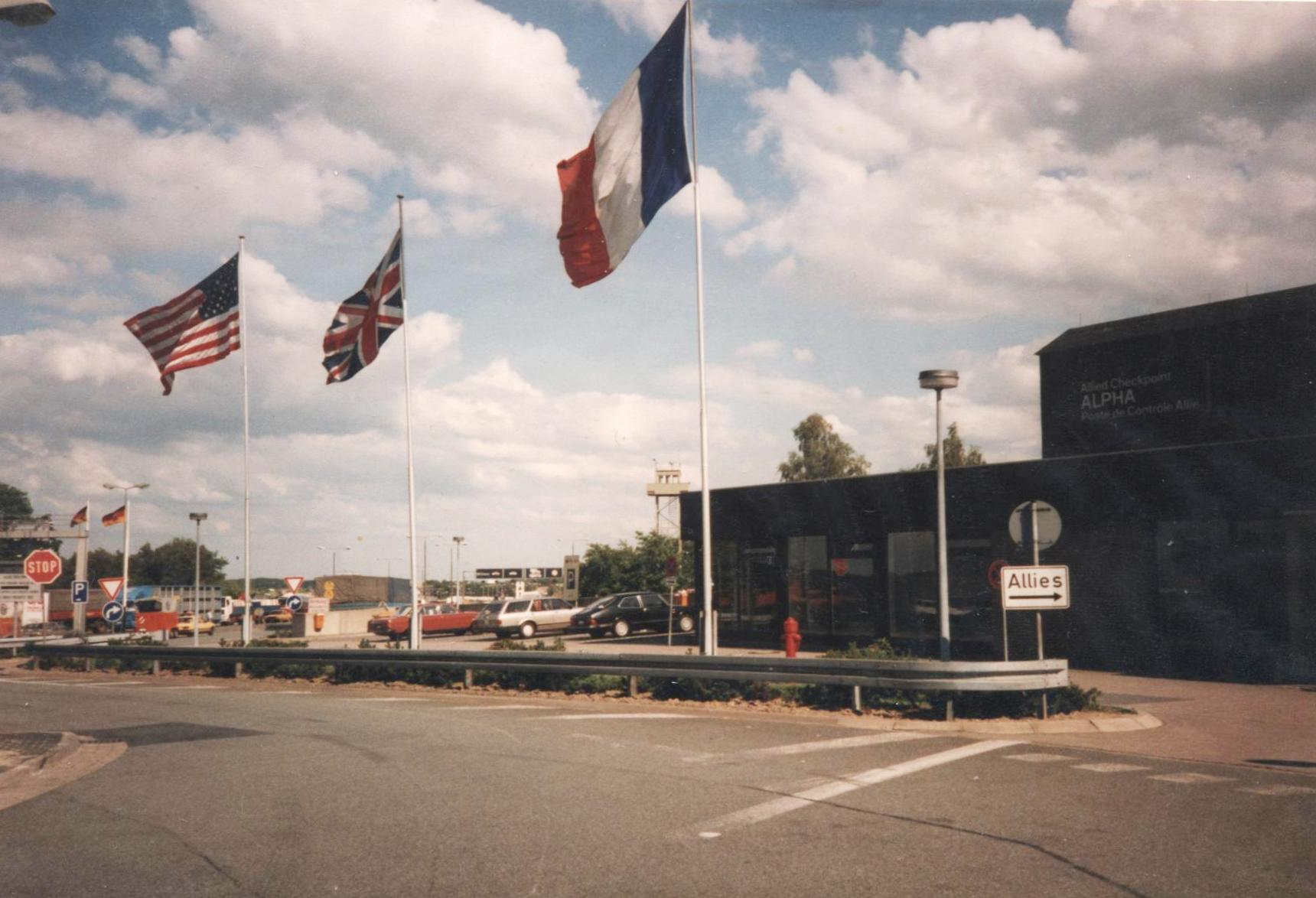
Checkpoint Alpha

Die drei westalliierten Siegermächte (Vereinigte Staaten, Vereinigtes Königreich und Frankreich)  behielten die Hoheit über den alliierten Grenzverkehr analog der sowjetischen Einrichtung (Checkpoint „Sierra Alpha“) auf östlicher Seite. Der Checkpoint „Alpha“ war in einem gesonderten Gebäude des Kontrollpunktes Helmstedt untergebracht und war über eigene Zufahrtsstraßen erreichbar. In der Stadt Helmstedt befanden sich bis zur Auflösung des Checkpoints kleinere französische, britische und amerikanische Truppenkontingente.
Der Kontrollpunkt war einer von drei durch die Alliierten genutzten Kontrollpunkte. Seine westliche (der ehemaligen britischen Besatzungszone angehörigen) Seite wurde als „Checkpoint Alpha“ nach dem ersten Buchstaben des heutigen ICAO-Alphabets benannt. Checkpoint Bravo war die amerikanische Seite des Grenzkontrollpunktes Dreilinden-Drewitz und Checkpoint Charlie der alliierte Grenzübergang innerhalb Berlins.
Die Nomenklatur Checkpoint für Kontrollpunkt ergibt sich im Gegensatz zu der östlichen Bezeichnung Grenzübergangsstelle (GÜSt) daraus, dass von westlicher Seite aus die völkerrechtliche Legitimität als Staatsgrenze nicht anerkannt wurde. Diesbezüglich trat nach der De-facto-Anerkennung der DDR als Staat ab 1972 für die innerdeutsche Grenze eine Veränderung ein, nicht jedoch für die Sektorengrenze Berlins.

### Eisenbahngrenzübergang

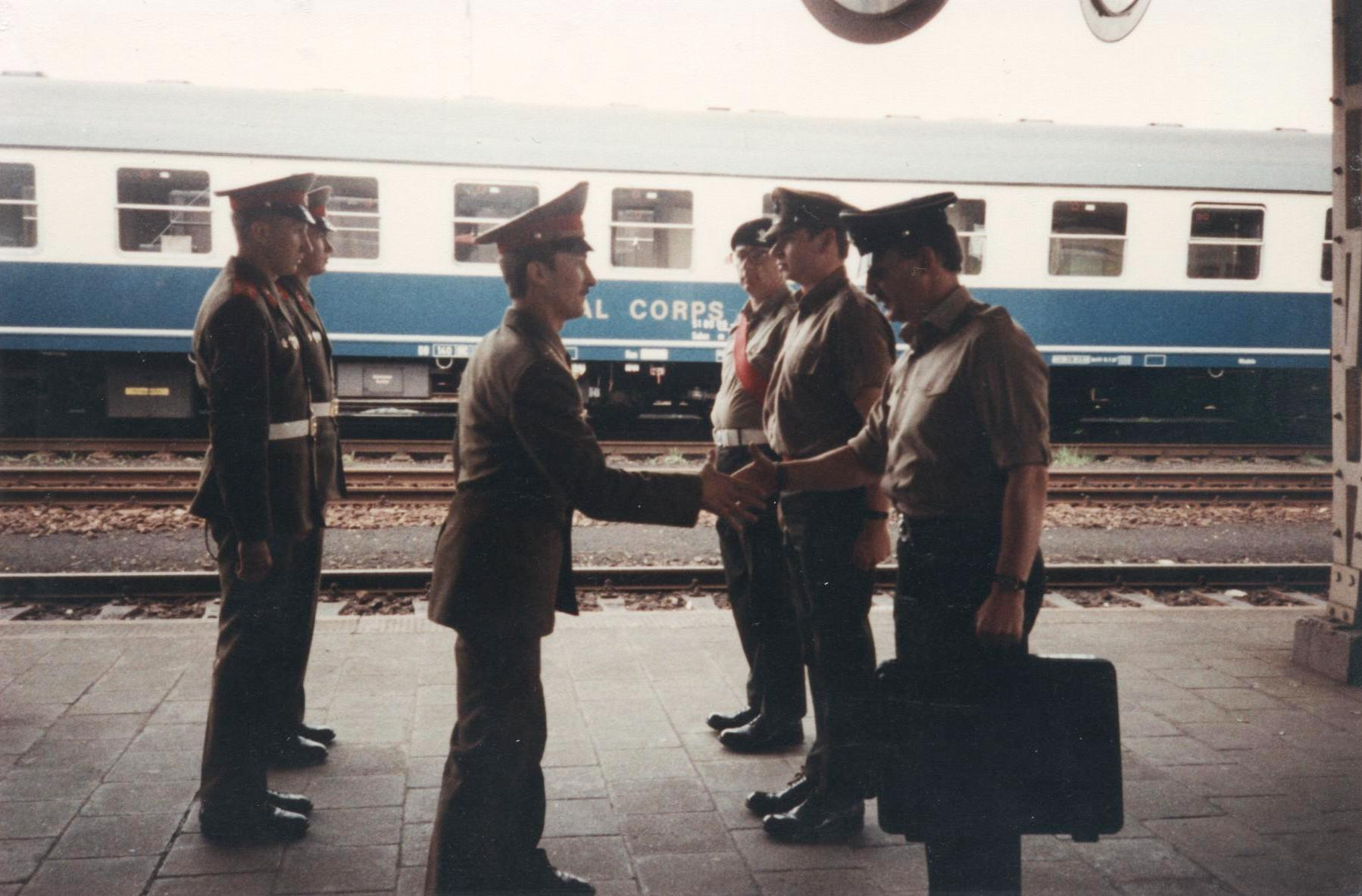
Grenzformalitäten zwischen sowjetischen und britischen Alliierten in Marienborn

Der ursprünglich durch sein Passagier- und Güteraufkommen bedeutendere Eisenbahngrenzverkehr an der Bahnstrecke Braunschweig–Magdeburg wurde über die beiden Grenzbahnhöfe in Helmstedt und Marienborn abgewickelt. Jeder Interzonenzug aus östlicher oder westlicher Richtung musste an beiden Bahnhöfen halten. Der Lokomotivwechsel zwischen westdeutscher Bundesbahn und ostdeutscher Reichsbahn erfolgte jeweils in Helmstedt.
Der westalliierte Interzonenbahnverkehr nach Berlin wurde ebenfalls über diesen Grenzübergang durchgeführt. Mehrmals täglich verkehrten derartige Militärzüge. Es wurden sowohl Armeeangehörige als auch schweres Gerät (Fahrzeuge, Panzer usw.) transportiert. Die Grenzabfertigung dieser Züge in Marienborn erfolgte durch sowjetische Grenzeinheiten. Hier sowie in Harbke gab es Beschaubrücken.

### Auflösung des Grenzüberganges
Am 9. November 1989, dem Abend des Mauerfalls, überschritt Annemarie Reffert zusammen mit ihrer Tochter Juliane um 21:15 Uhr am Grenzübergang Helmstedt-Marienborn die innerdeutsche Grenze. Dies gilt als die erste Überschreitung nach der Pressekonferenz Günter Schabowskis am gleichen Tag über neue Reiseregelungen für DDR-Bürger. Im Zuge der politischen Wende in der DDR im Herbst 1989 wurden die Grenzkontrollen in der Folgezeit erheblich gelockert, bis sie wenige Monate später ganz entfielen: Bereits vor der deutschen Wiedervereinigung wurde der Grenzübergang am 30. Juni 1990 vor Beginn der deutschen Wirtschafts- und Währungsunion geschlossen, exakt 45 Jahre nach seiner Errichtung. Seit Oktober 1990 stehen die ehemaligen Grenzabfertigungsanlagen der DDR bei Marienborn unter Denkmalschutz, allerdings wurde der frühere DDR-Ausreisebereich aus verkehrstechnischen Gründen abgerissen. Bei den Umgestaltungsmaßnahmen entstand vor dem früheren Übergang eine Autobahn-Raststätte mit Parkplätzen.
Die ehemaligen westdeutschen Grenzgebäude bei Helmstedt wurden abgerissen oder einer anderen Nutzung zugeführt.

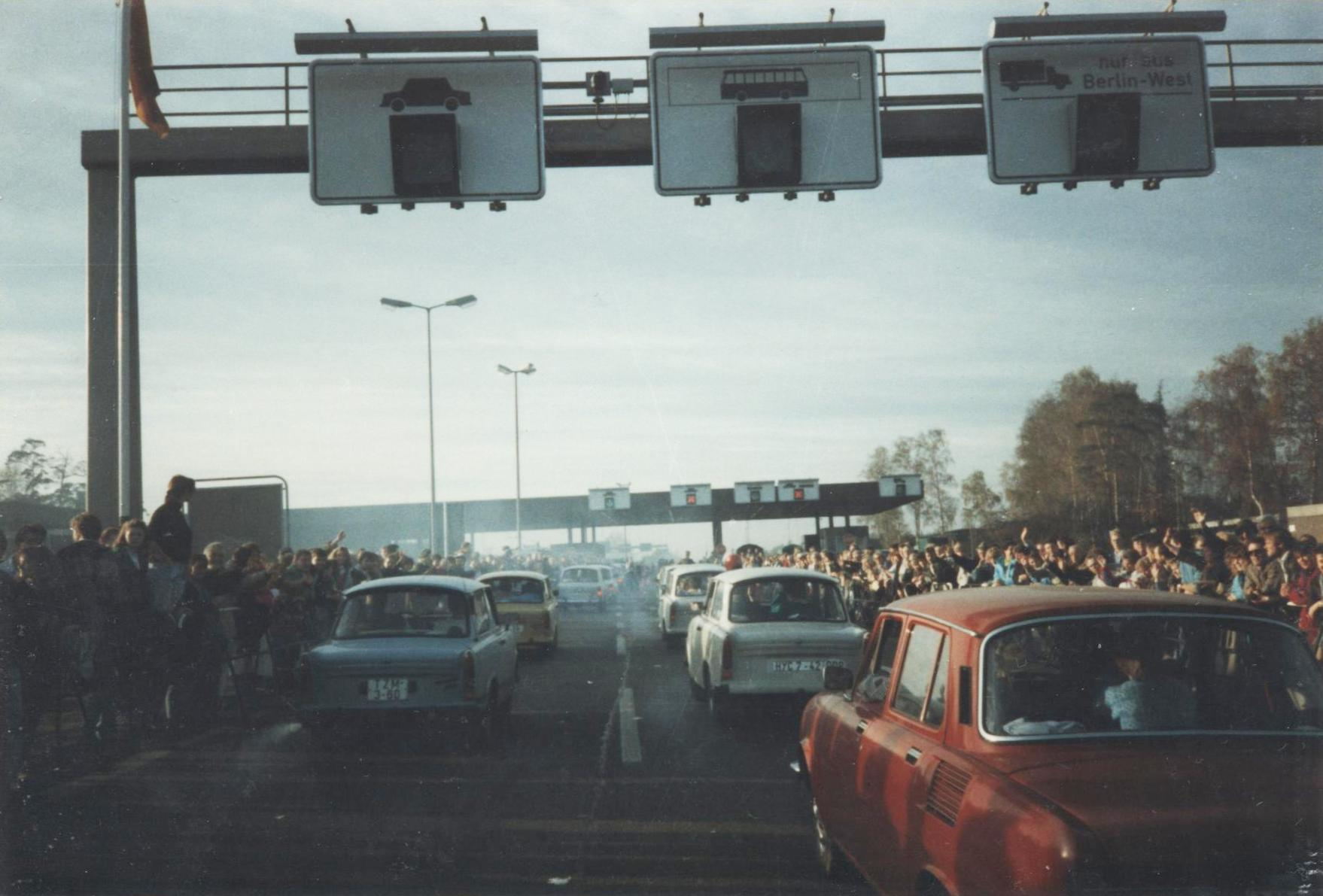
Grenzöffnung im November 1989
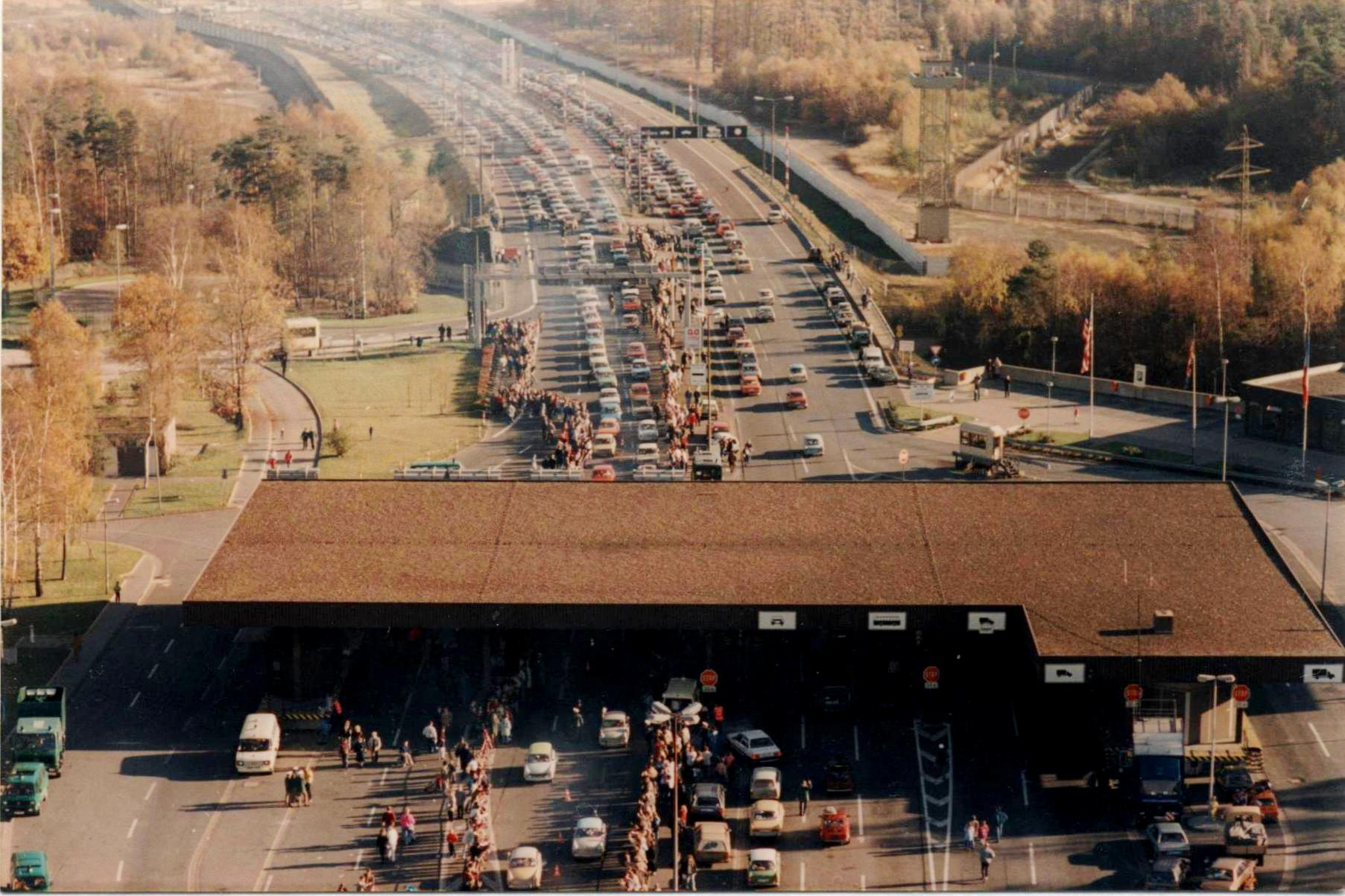
Kontrollpunkt Helmstedt nach der Grenzöffnung
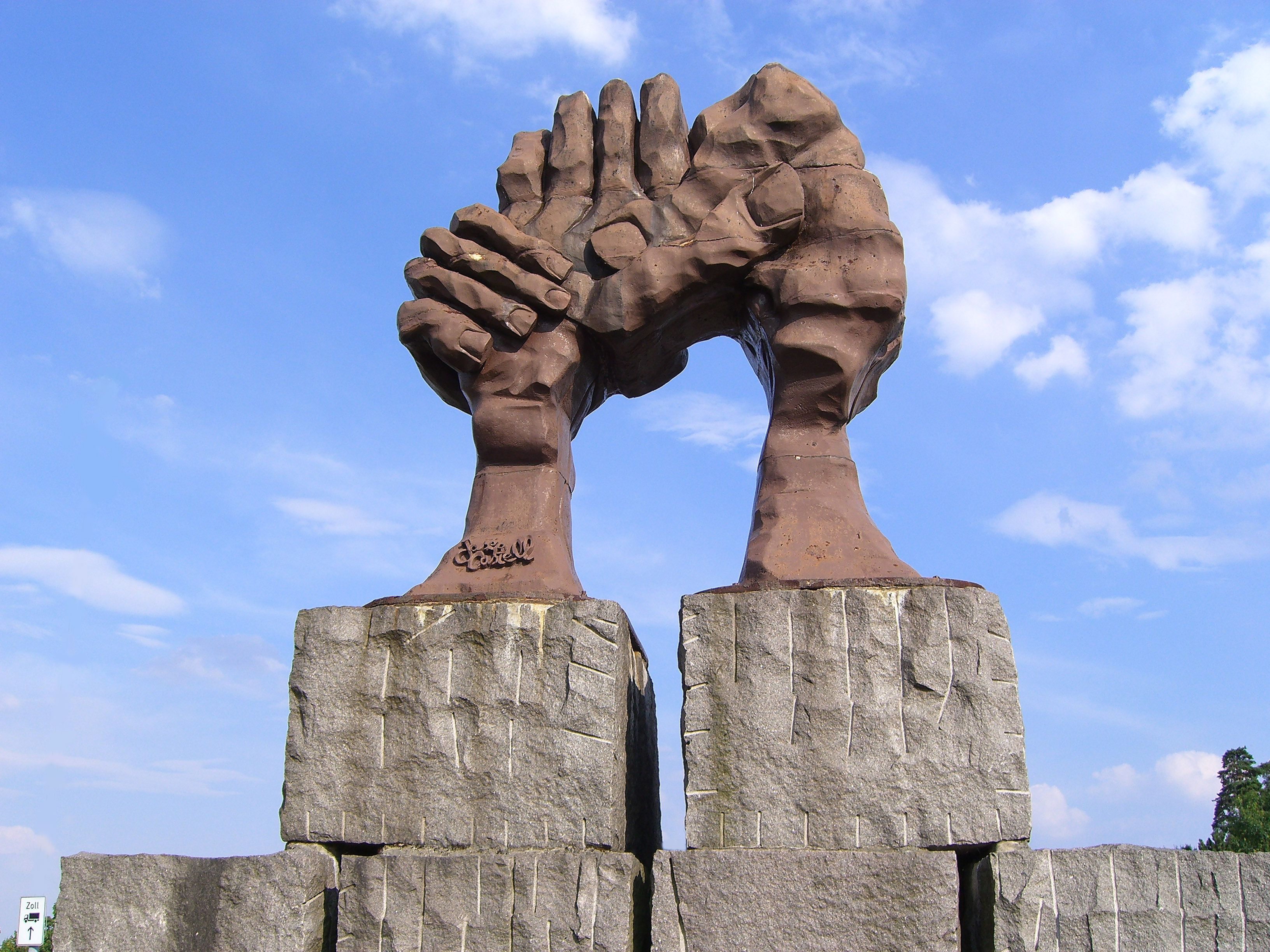
Skulptur La voûte des mains auf ehemals westdeutscher Seite
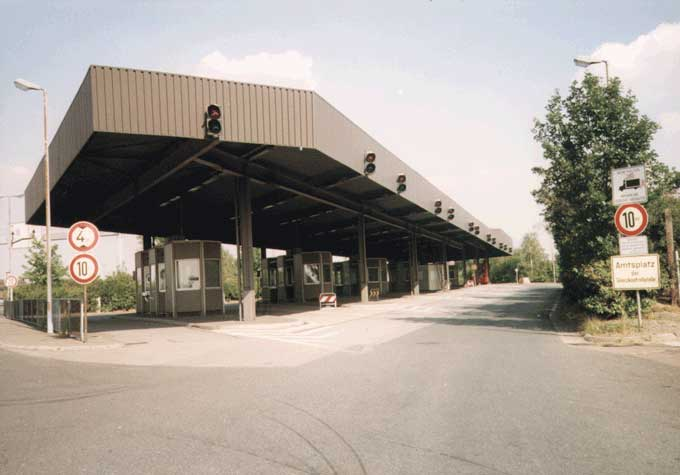
Ungenutztes Abfertigungsterminal 1990

## Gedenkstätte Deutsche Teilung Marienborn

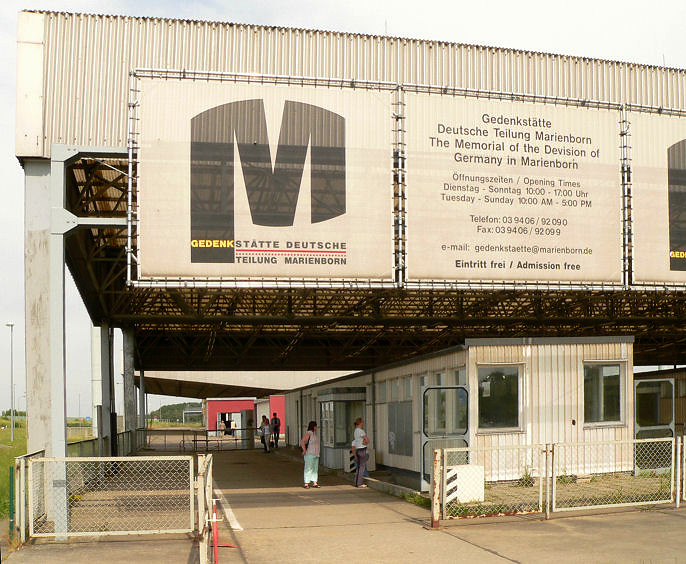
Eingang der Gedenkstätte

Am 13. August 1996 wurde auf dem Gelände der ehemaligen Grenzübergangsstelle die 7 1⁄2 Hektar große Gedenkstätte Deutsche Teilung Marienborn eröffnet. Betreiber der Dokumentationsstätte ist das Land Sachsen-Anhalt. Die Besucher können bei freiem Eintritt das großräumige Gelände mit den verschiedenen Einrichtungen, wie Passkontrolle, Pkw-Einreise, Kontrollbox-Ausreise, Kommandoturm, selbst oder im Rahmen von Führungen erkunden. Im ehemaligen Stabsgebäude wird eine Ausstellung präsentiert. Der Gedenkort kann täglich von 10 bis 17 Uhr besichtigt werden.
Im Gebäude wird auch im Filmraum die versuchte Flucht von zwei Männern mit dem Tankwagen gezeigt. Ein 29-jähriger Kraftfahrer des VEB Minol und ein 15-jähriger Lehrling aus dem VEB Wohnungskombinat, beide in Magdeburg beschäftigt, hatten mit einem Tankfahrzeug den DDR-Grenzübergang Marienborn in Richtung Helmstedt versucht, die Grenzabsperrungen zu durchbrechen. Die Lkw-Flucht vom 21. November 1983 scheiterte am Rammbock der Rollsperre.
Die ehemaligen westdeutschen Grenzgebäude bei Helmstedt wurden abgerissen oder einer anderen Nutzung zugeführt. Seit 2004 ist das etwa 18 Kilometer südlich liegende Grenzdenkmal Hötensleben mit seinen ehemaligen Grenzanlagen auf 350 Meter Länge Bestandteil der Gedenkstätte. 2007 wurde die Gedenkstätte in die Trägerschaft der Stiftung Gedenkstätten Sachsen-Anhalt überführt und zählt seit dem 19. Dezember 2011 mit den Anlagen in Hötensleben zum Europäischen Kulturerbe.
Gründungsleiter ab 1996 war Joachim Scherrieble. Von 2011 bis 2015 leitete der Historiker Sascha Möbius die Gedenkstätte. Seit Dezember 2015 ist die promovierte Kulturwissenschaftlerin Annemarie Susan Frisch Leiterin des Erinnerungsortes. 2020 wurde die Dauerausstellung aktualisiert. Sie enthält mehr Erläuterungen für jüngere Besucher, die die DDR nicht aus eigenem Erleben kennen.

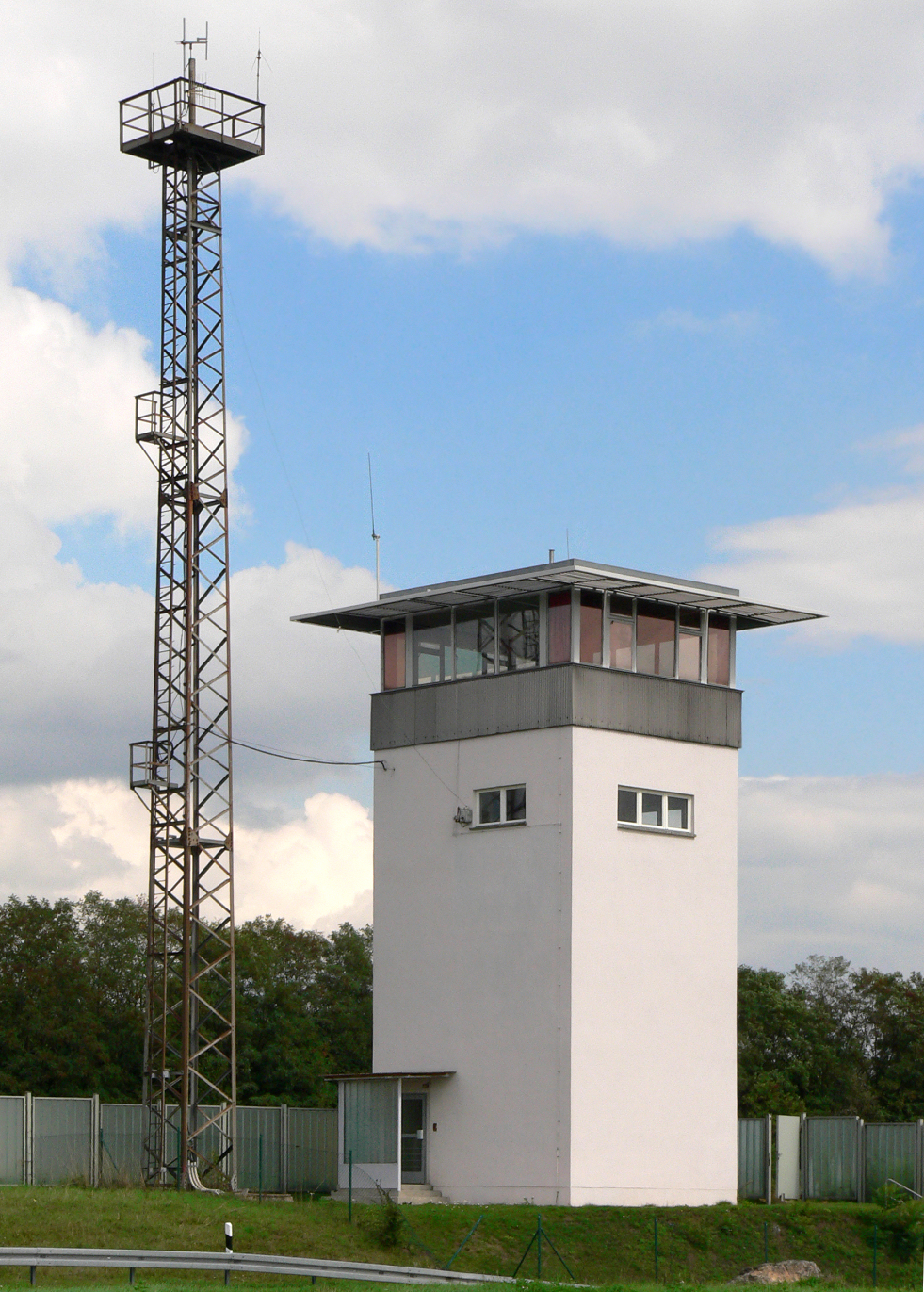
Kontrollturm
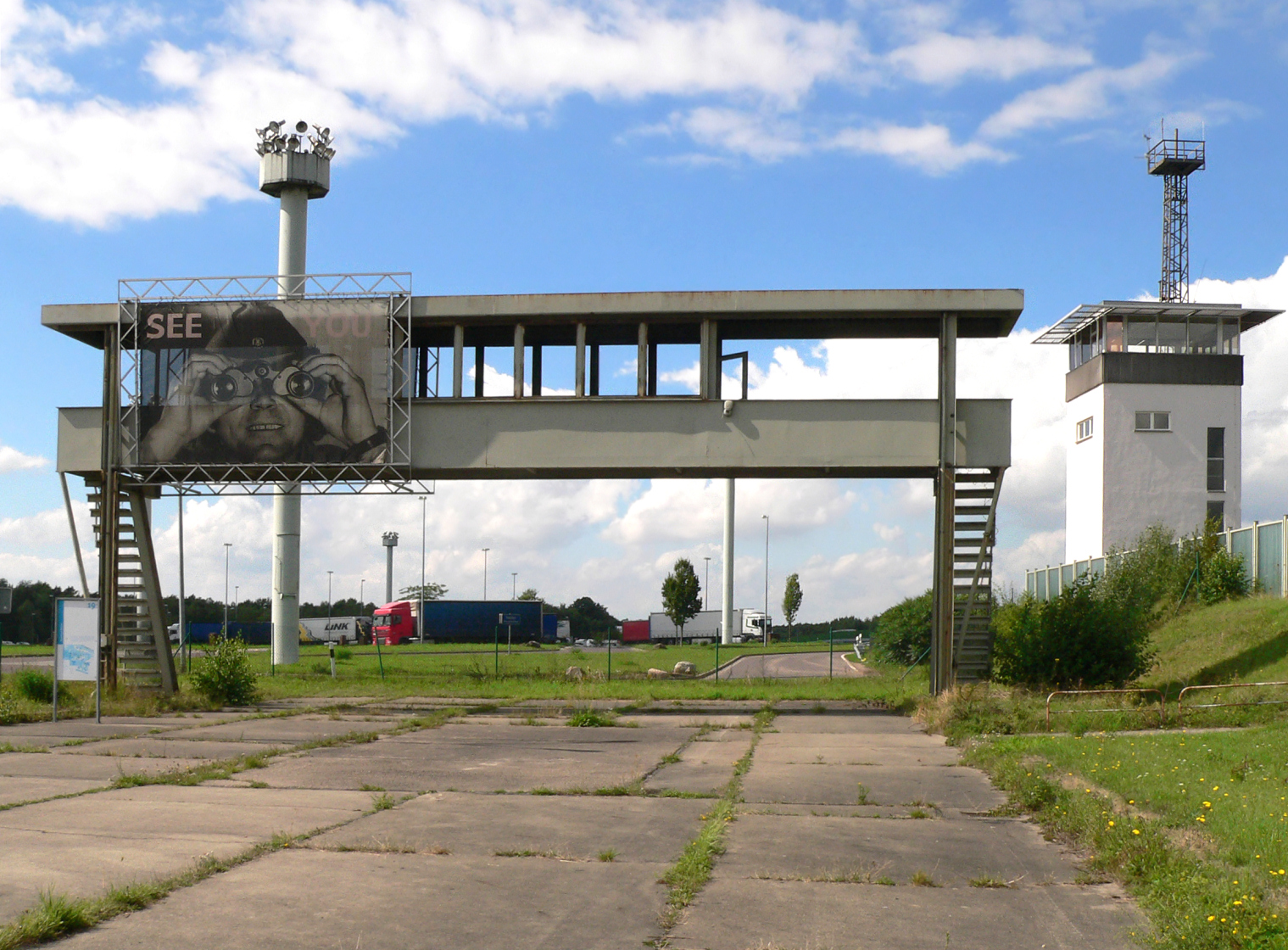
Kontrollbrücke
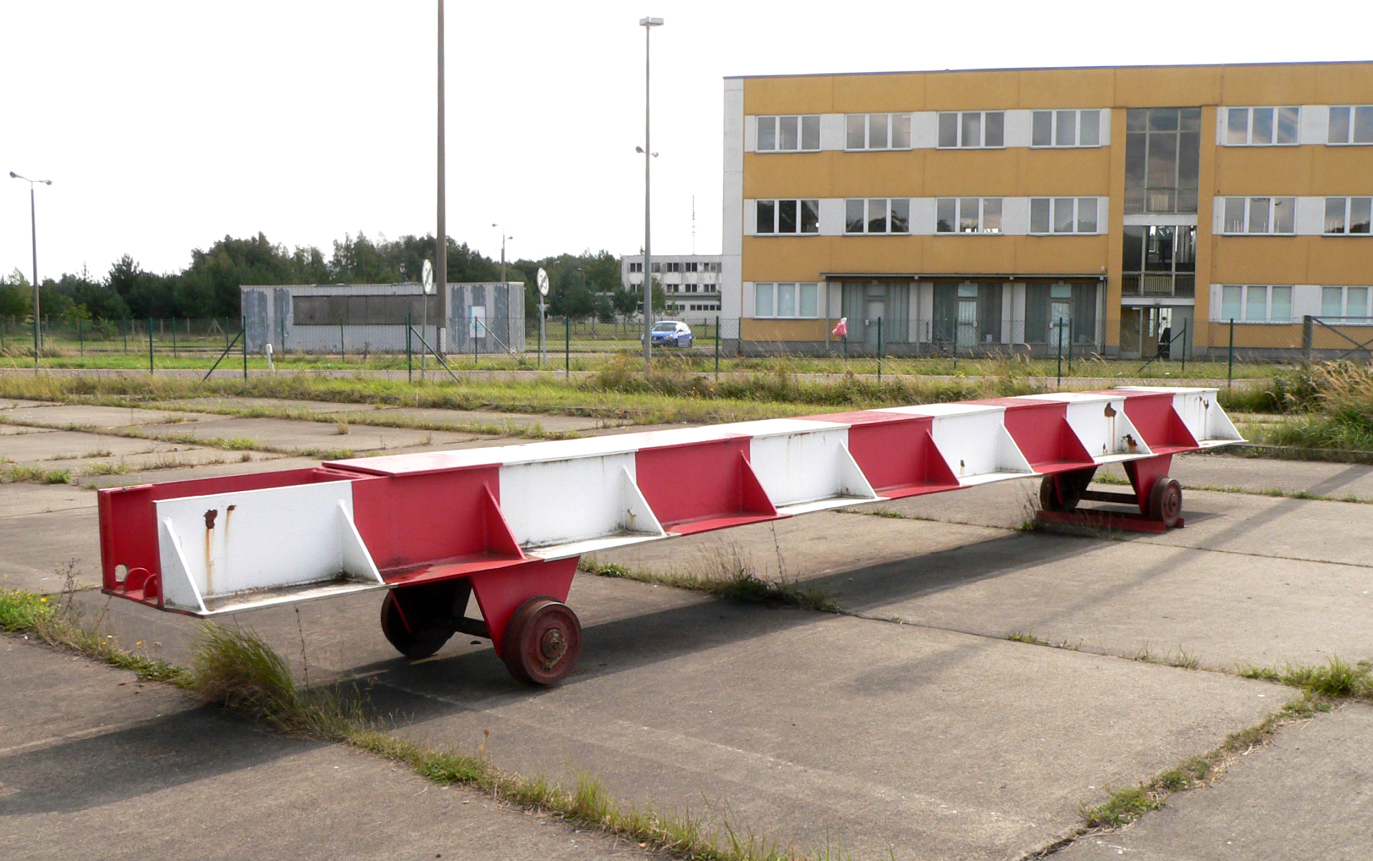
Kraftfahrzeug-Rollsperre
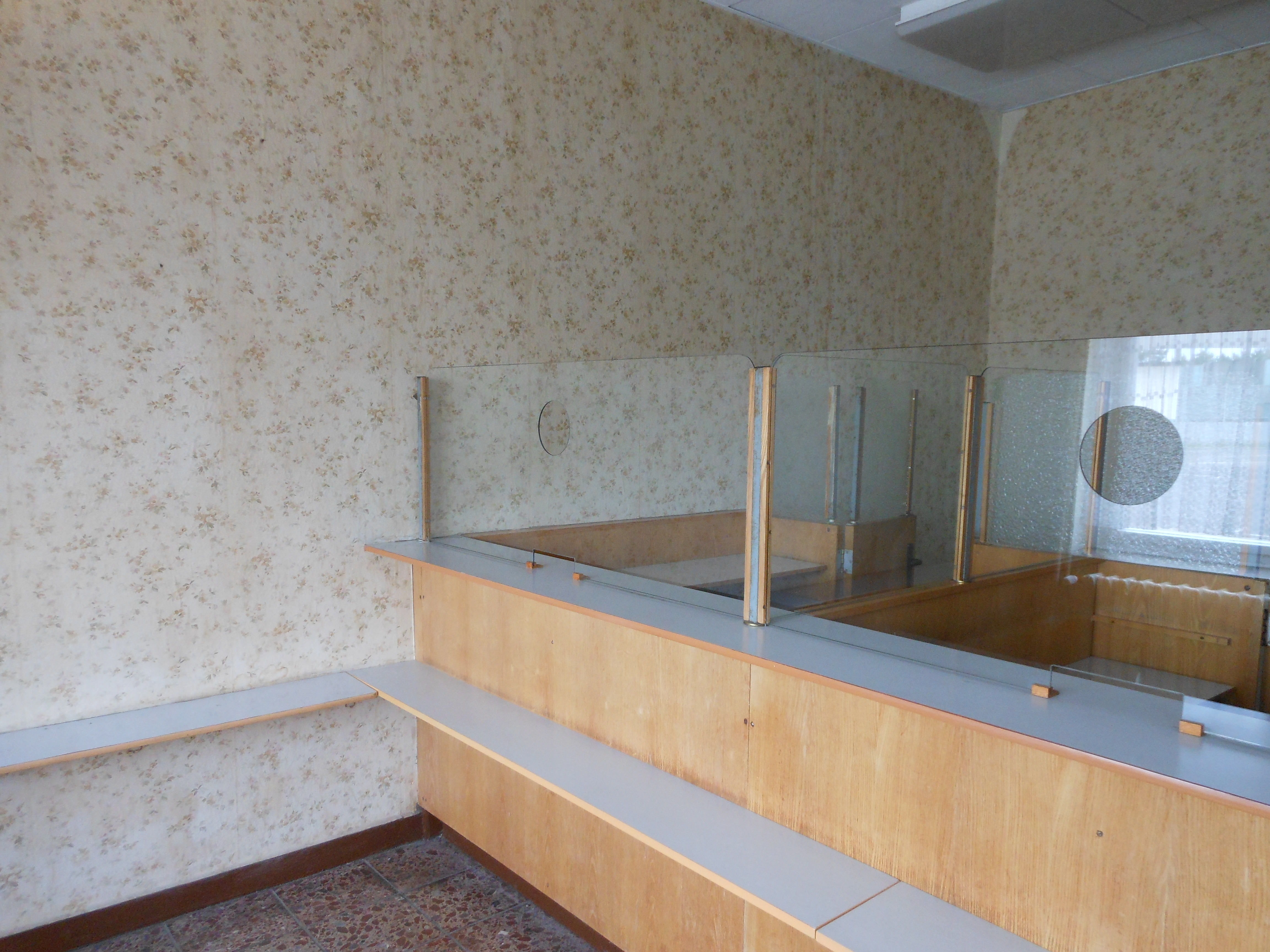
Zwangsumtauschbaracke

## Filme
- Halt! Hier Grenze – Auf den Spuren der innerdeutschen Grenze. Dokumentarfilm. Deutschland 2005.
- DDR-Grenzübergangsstelle Helmstedt-Marienborn: Das Bollwerk des DDR-Grenzregimes. Dokumentation in 5 Sprachen, Deutschland 2007, 4. Aufl. 2011.